# Wojciech Dąbrowski (polityk)
Wojciech Dąbrowski (ur. 28 maja 1972 w Warszawie) – polski polityk, samorządowiec i menedżer.

## Życiorys
Absolwent Wydziału Prawa i Administracji Uniwersytetu Warszawskiego. Ukończył również studia podyplomowe na Politechnice Warszawskiej, na Wydziale Mechanicznym Energetyki i Lotnictwa (w zakresie eksploatacji elektrowni i elektrociepłowni parowych, gazowych i parowo-gazowych) oraz w Akademii Leona Koźmińskiego i na Uniwersytecie Warszawskim na Wydziale Zarządzania – zarządzanie w administracji publicznej.
W latach 1986–1989 działał w warszawskich strukturach Federacji Młodzieży Walczącej i Grupach Oporu „Solidarni”, zajmował się m.in. kolportażem ulotek.
W 2002 z rekomendacji Prawa i Sprawiedliwości został przewodniczącym rady dzielnicy Warszawa-Żoliborz. Od maja 2004 do listopada 2006 zajmował stanowisko burmistrza tej dzielnicy.
18 stycznia 2007 został powołany na urząd wojewody mazowieckiego w rządzie Jarosława Kaczyńskiego. W wyniku informacji opublikowanych w tygodniku „Wprost” o warunkowo umorzonym postępowaniu karnym za prowadzenie roweru po drodze publicznej w stanie nietrzeźwości, 1 lutego 2007 Wojciech Dąbrowski został odwołany z urzędu wojewody na wniosek ministra Ludwika Dorna. W tym czasie wszczęte zostało postępowanie w sprawie rzekomego wyłudzenia poświadczenia nieprawdy (zatajenia posiadania punktów karnych) przy składaniu przez niego w 2004 w wydziale komunikacji dzielnicy Praga-Południe wniosku o wydanie wtórnika prawa jazdy w związku z kradzieżą dotychczasowego. Na mocy wyroku Sądu Okręgowego Warszawa-Praga w Warszawie z 14 grudnia 2010 Wojciech Dąbrowski został prawomocnie uniewinniony od popełnienia zarzucanego mu wyłudzenia poświadczenia nieprawdy.
Od stycznia 2011 pełnił funkcję wiceprezesa zarządu Zakładu Energetyki Cieplnej w Wołominie, a od stycznia 2016 funkcję prezesa zarządu PGNiG Termika S.A. Od listopada 2017 prezes zarządu PGE Energia Ciepła.
W latach 2017–2019 brał udział w procesie integracji polskich aktywów ciepłowniczych zakupionych przez Skarb Państwa od francuskiego EDF. W czerwcu 2018 wybrany na prezesa Polskiego Towarzystwa Elektrociepłowni Zawodowych (PTEZ). Ponownie wybrany na to stanowisko w 2019 oraz w 2022.
Członek rady zarządzającej Polskiego Komitetu Energii Elektrycznej. Od marca 2020 prezes rady zarządzającej PKEE. Wchodził także w skład rad nadzorczych spółek: PIT-Radwar, Polskiej Wytwórni Papierów Wartościowych i Polskiej Grupy Zbrojeniowej.
W latach 2020–2024 prezes zarządu PGE Polskiej Grupy Energetycznej. Jako prezes 19 października 2020 ogłosił nową strategię PGE 2030 z perspektywą do 2050 zakładającą uzyskanie neutralności klimatycznej przez PGE do 2050. Był też zaangażowany w proces transformacji sektora elektroenergetycznego w Polsce, w szczególności planów wydzielenia wytwórczych aktywów węglowych ze spółek z udziałem Skarbu Państwa do Narodowej Agencji Bezpieczeństwa Energetycznego. Jako prezes PGE doprowadził do zakupu 22 grudnia 2022 100 proc. udziałów spółki PKP Holding, kontrolującej spółkę PKP Energetyka.
Aktywny uczestnik debaty o potrzebie sprawiedliwej transformacji polskiej energetyki w oparciu o różne źródła wytwarzania energii, w tym także z morskich farm wiatrowych. Uważa, iż transformacja energetyki jest niezbędna dla bezpieczeństwa energetycznego Polski oraz wymaga wsparcia jej finansowania ze środków Unii Europejskiej.
1 lipca 2024 r. powołany przez Prezydenta RP jako członek do Rady do spraw Strategicznych Projektów Rozwojowych w ramach Narodowej Rady Rozwoju.
W maju 2025 r. powołany jako prezes zarządu Fundacji SET Security-Energy-Technology.
W 2018 zainicjował projekt „Tablice Pamięci”.

## Odznaczenia
13 czerwca 2017 został odznaczony Krzyżem Wolności i Solidarności. W 2019 za wkład w rozwój ciepłownictwa w Polsce otrzymał Srebrny Medal za Długoletnią Służbę.